# Manuscrits sur ôles

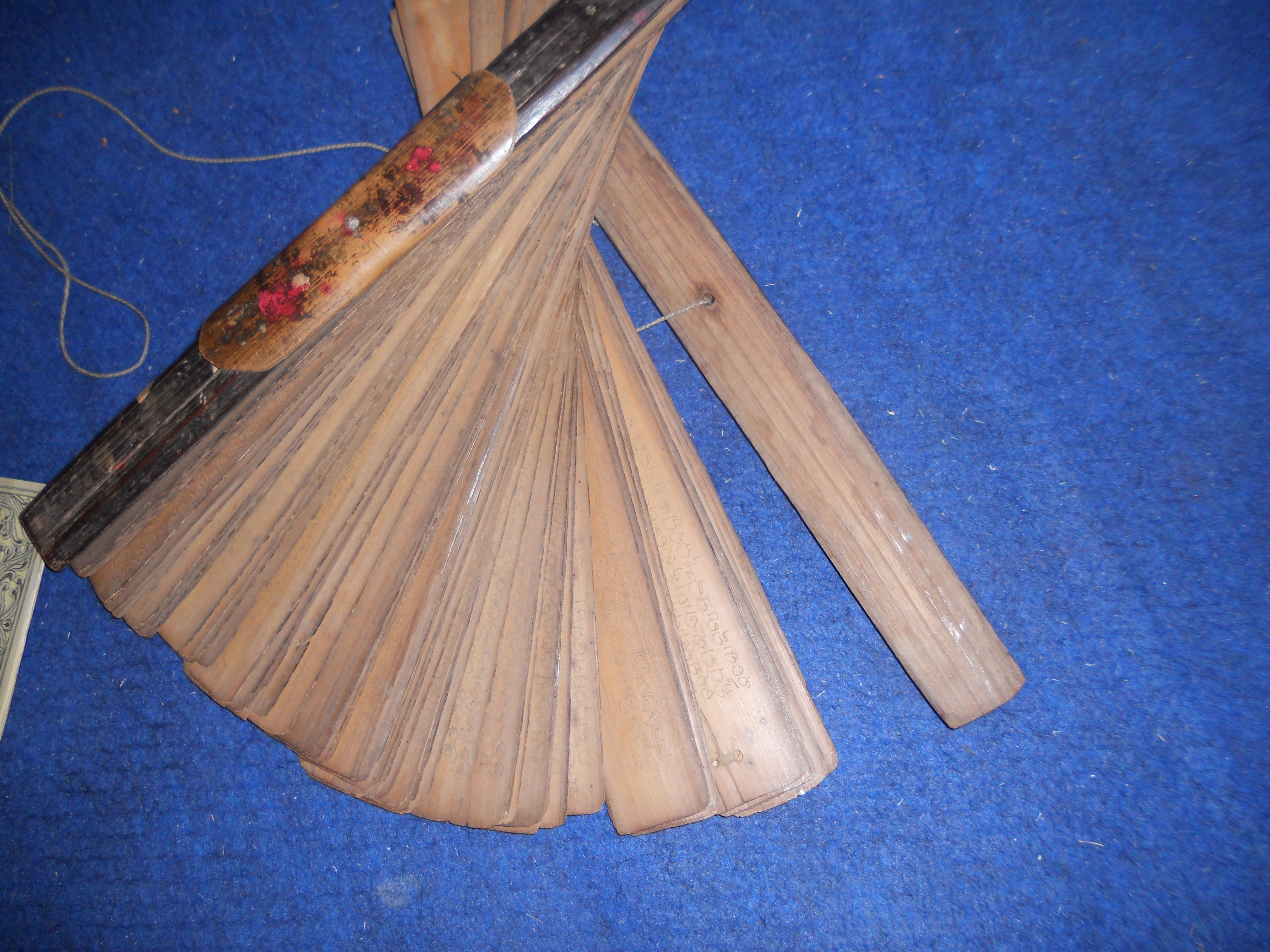
Ôle du XVIe siècle écrite en odia

Les manuscrits sur ôles (ou olles, feuilles de palmier) ont été les plus importants supports de texte en Inde et en Asie du Sud-Est pendant des siècles. 
Ils sont connus en Indonésie sous le nom de lontar.  Leur matériau a l'avantage d'être souple, léger, facile d'emploi et de bien résister au climat tropical. Le mot ôle provient du tamoul ôlei qui veut dire « feuille ».

## Production et conservation

### Production
Avant de pouvoir être employées, les feuilles de palmier sont coupées à la taille désirée. Le format extrêmement large des ôles est dû aux dimensions naturelles de la feuille de palmier. En règle générale, la largeur est comprise entre 15 et 60 cm et la hauteur entre 3 et 12 cm. Pour les rendre flexibles, les feuilles de palmier sont bouillies, séchées puis polies et lissées. Le nombre requis de feuilles de palmier est regroupé pour former un paquet. Pour ce faire, les feuilles individuelles sont munies d'un ou de deux trous à travers lesquels une ficelle sert à maintenir le faisceau. Pour protéger les feuilles, le manuscrit reçoit une couverture généralement en bois (parfois en métal, corne, écaille de tortue ou encore ivoire) en haut et en bas. Ces plats de couverture se nomment des ais. Finalement, le paquet est enveloppé dans un tissu,,. On trouve parfois aussi des ôles élégamment ouvragées dans lesquelles les feuilles ont été coupées d'une façon spéciale, par exemple des textes hindous sous forme de lingas.

### Écriture
Deux méthodes étaient utilisées pour écrire les manuscrits:  à l'encre avec une plume ou un pinceau dans le nord ou incisés avec un stylet dans le sud. Dans ce cas, le manuscrit est ensuite enduit d'un mélange d'huile et de suie, puis essuyé. La mixture noire reste collée dans les entailles et révèle ainsi le texte,.

### Conservation
En tant que matériau naturel, la feuille de palmier est sensible à la pourriture et – en fonction des conditions climatiques – finit par être détruite par les insectes, en particulier les poissons d'argent. Il y a plusieurs méthodes traditionnelles pour la conservation des ôles. Les feuilles peuvent être traitées soit avec de l'huile de citronnelle, qui agit comme un insecticide naturel, soit avec de la cire d'abeille ou de la cire chinoise. Un manuscrit écrit sur une feuille de palmier a une durée de vie limitée et doit être copié sur une nouvelle feuille avant qu'il ne soit inutilisable,.

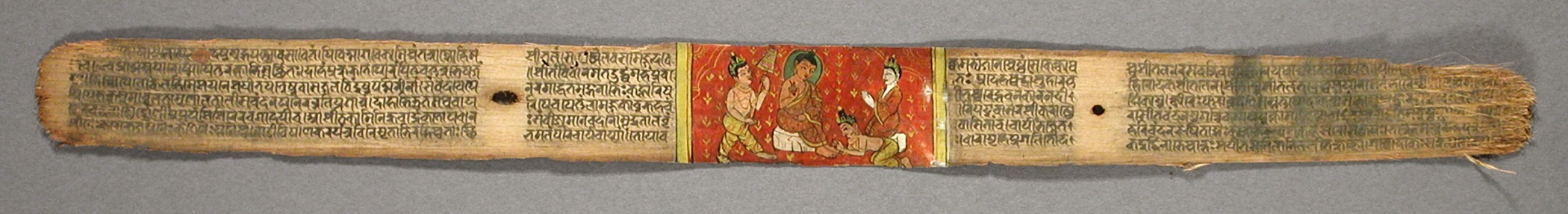
Le Sushruta Samhita, traité de médecine ayurvédique du, Népal

## Historique

### Asie du Sud

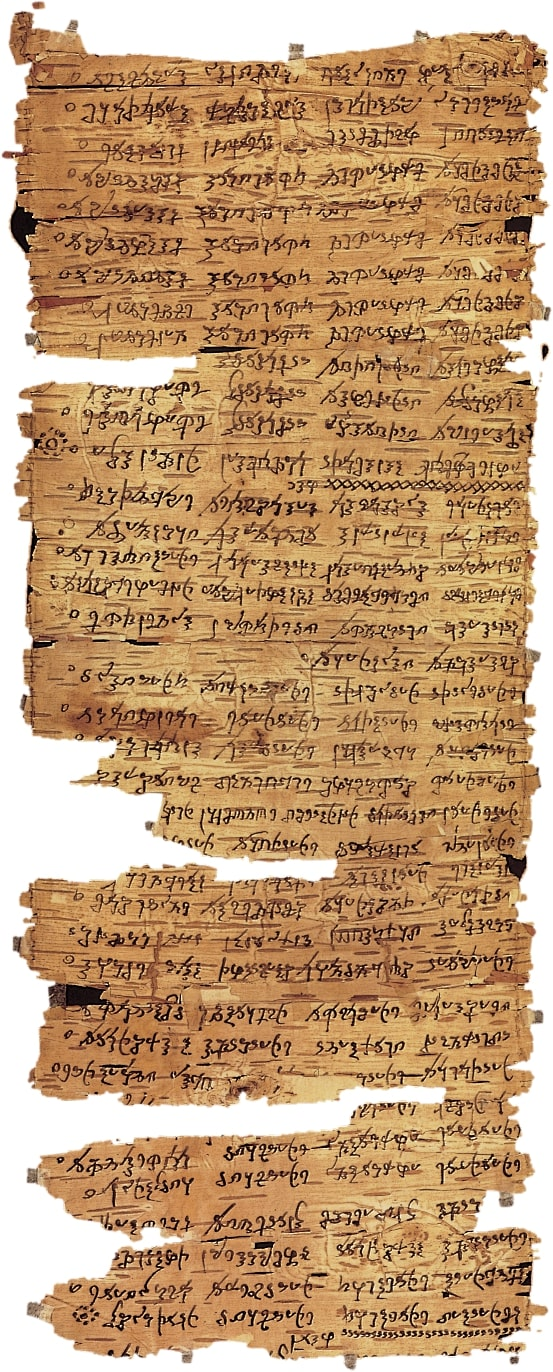
Manuscrit indien sur écorce de bouleau

En Inde, les feuilles du palmier tallipot (Corypha umbraculifera) étaient initialement utilisées comme support d'écriture. Originaires de la partie la plus méridionale de l'Inde, elles ont probablement été introduites dans le nord du sous-continent après l'expansion de l'Empire maurya au IIIe siècle av. J.-C.. Leur usage n'est néanmoins assuré qu'à partir de l'époque des Kushana (Ier siècle après J. -C.). Outre la feuille de palmier, d'autres matériaux d'écriture étaient également utilisés dans l'Inde antique, comme l'écorce de bouleau, qui est restée en usage au Cachemire jusqu'au XVIIIe siècle.
Les manuscrits les plus anciens ont été préservés dans des régions où le climat favorise la conservation. À Tourfan, une oasis du désert du Taklamakan située sur la route de la soie, des fragments d'ôles en provenance d'Inde ont été trouvés. D'après le type d'écriture, ils dateraient de la période de l'Empire kouchan (vers le IIe siècle après J. -C.). Il s'agit probablement des plus anciens manuscrits indiens encore existants. Au Népal, où le climat est plus frais qu'en Inde, de nombreux vieux manuscrits sur feuilles de palmiers ont survécu. Le plus ancien manuscrit népalais contenant une date remonte probablement à 811 après J. -C. Les plus anciens ôles connus du sud de l'Inde sont conservés dans un temple jaïn à Moodabidri (en) et datent de 1112.

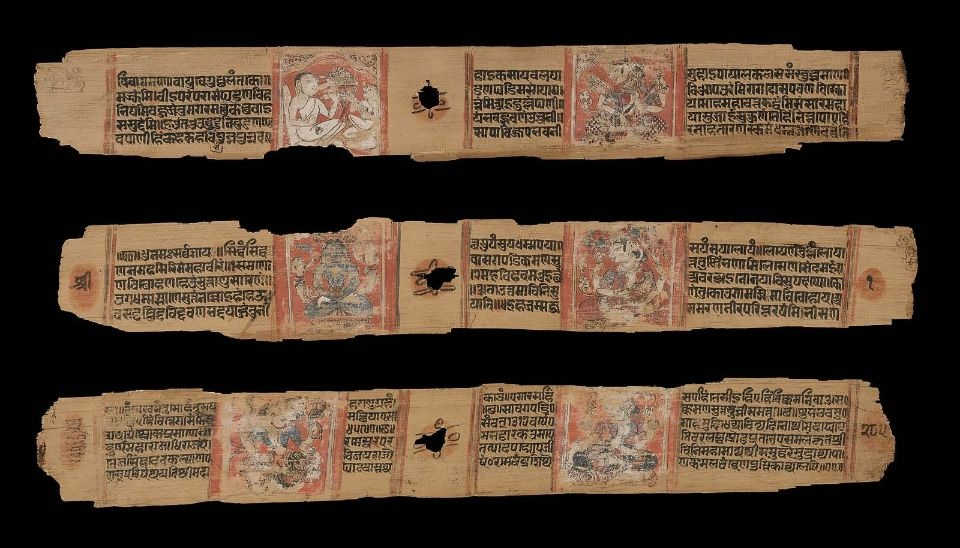
Le sutra jaïn du Shravaka Pratikramana, Mewar, 1260

Sous l'influence islamique, les feuilles de palmier ont été remplacées par du papier à partir du XIIIe siècle dans le nord de l'Inde et au Népal. Cependant, les manuscrits sur papier indiens restent influencés par leurs précurseurs. Ainsi, ils conservent leur format tout en largeur et ils possèdent souvent des cercles purement ornementaux à la place des trous pour la corde qui, à l'origine, maintenait le manuscrit ensemble. Dans le nord-ouest de l'Inde, le papier remplace complètement la feuille de palmier dès le XVe siècle ; en Inde orientale, elle continue d'être utilisée jusqu'au XVIIe siècle.
Dans le sud de l'Inde et au Sri Lanka, la feuille de palmier est restée le matériau d'écriture préféré et n'a été abandonnée qu'avec l'émergence des presses à imprimer au XIXe siècle. Cependant, le tallipot a été remplacé par le palmier de Palmyre (Borassus flabellifer) à partir du XVIe siècle. La raison en est probablement la plus grande utilité de ce palmier où les fruits peuvent également être employés pour la production de sucre. En tant que matériel d'écriture, les feuilles du palmier à sucre sont cependant inférieures à celles du tallipot car elles sont plus petites et moins flexibles et n'absorbent pas aussi bien l'encre. Par conséquent, dans le sud de l'Inde, l'usage de l'encre a été remplacé par la gravure avec une pointe de métal.

### Asie du Sud-Est
Les palmiers les plus couramment utilisés étaient le latanier (Corypha lecomtei (en)) au Cambodge (Empire khmer), et le palmier de Palmyre en Birmanie. En Thaïlande, les ôles ont été principalement utilisées pour les écritures bouddhistes tandis que les textes séculiers étaient écrits sur des leporellos de papier khoi produits à partir d'écorce de Streblus asper (en).
Les manuscrits sur feuilles de palmier étaient également répandus dans l'archipel malaisien. Ils ne restèrent toutefois en usage jusqu'au XIXe siècle que sur Java et Bali où les écritures indiennes (écriture balinaise et javanaise) furent conservées. Ce recul est dû à l'islamisation de la région à partir du XIVe siècle qui s'est accompagnée de l'utilisation d'une version locale de l'écriture arabe (jawi) et du papier comme support d'écriture.

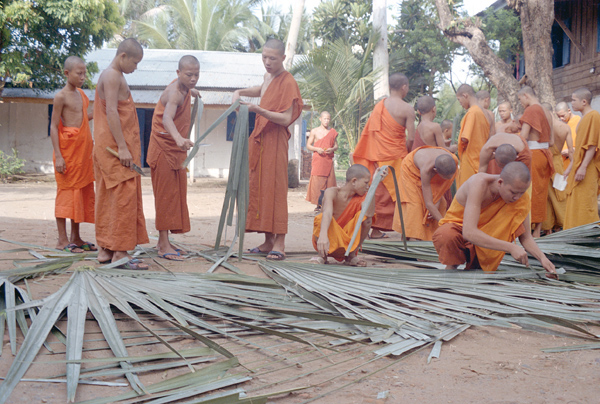
Moines novices fabriquant des supports de manuscrits en feuilles de palme. Laos
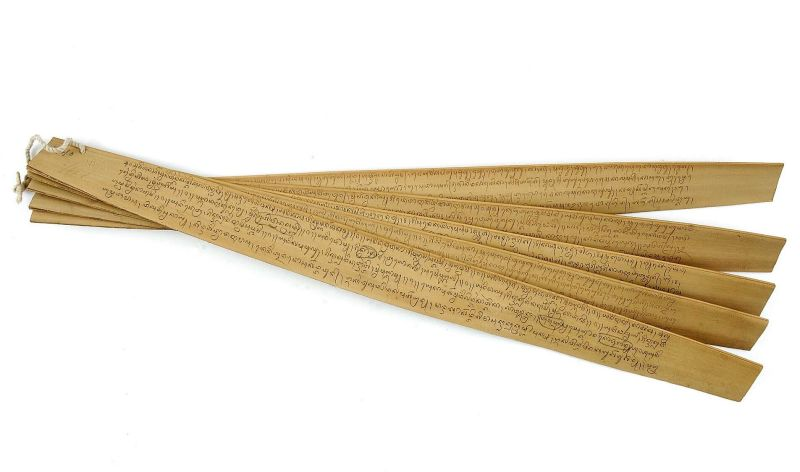
Données astronomiques réglementant l'année agricole rédigées en balinais sur cinq feuilles de lontar